# Úrsula Corberó Delgado
Úrsula Corberó Delgado (Sant Pere de Vilamajor, Vallès Oriental, 11 d'agost de 1989) és una actriu catalana. Ha treballat en sèries com Mirall trencat, Ventdelplà, El internado, Física o química i La casa de papel.

## Biografia
Úrsula Corberó Delgado va néixer i créixer a Sant Pere de Vilamajor amb els seus pares, Pedro Corberó, fuster, i Esther Delgado, comerciant. Té una germana anomenada Mònica. A sis anys ja sabia que volia ser actriu i va començar a actuar en anuncis publicitaris. Va aconseguir el seu primer paper a tretze anys i va fer classes d'interpretació, així com de ball flamenc i jazz. Va estudiar a l'Escola Pia Nostra Senyora amb l'actor Álvaro Cervantes. Després d'acabar els estudis, es va traslladar a Madrid per rodar la sèrie de televisió Física o Química.

## Carrera

### 2002-2013: Inicis de la carrera
Corberó va debutar com a Maria en la sèrie de televisió Mirall Trencat el 2002. El 2005-06 va aparèixer com Sara a Ventdelplà i el 2007 a la sèrie Cuenta atrás. En 2008, va interpretar a Manuela Portillo a la sèrie El Internado i va començar a treballar en la sèrie de televisió d'Antena 3 Física o química fins al 2010. El seu personatge, Ruth Gómez, patia de bulímia. La sèrie va suscitar molta polèmica, però Corberó ha estat aclamada per la crítica per la seva interpretació.

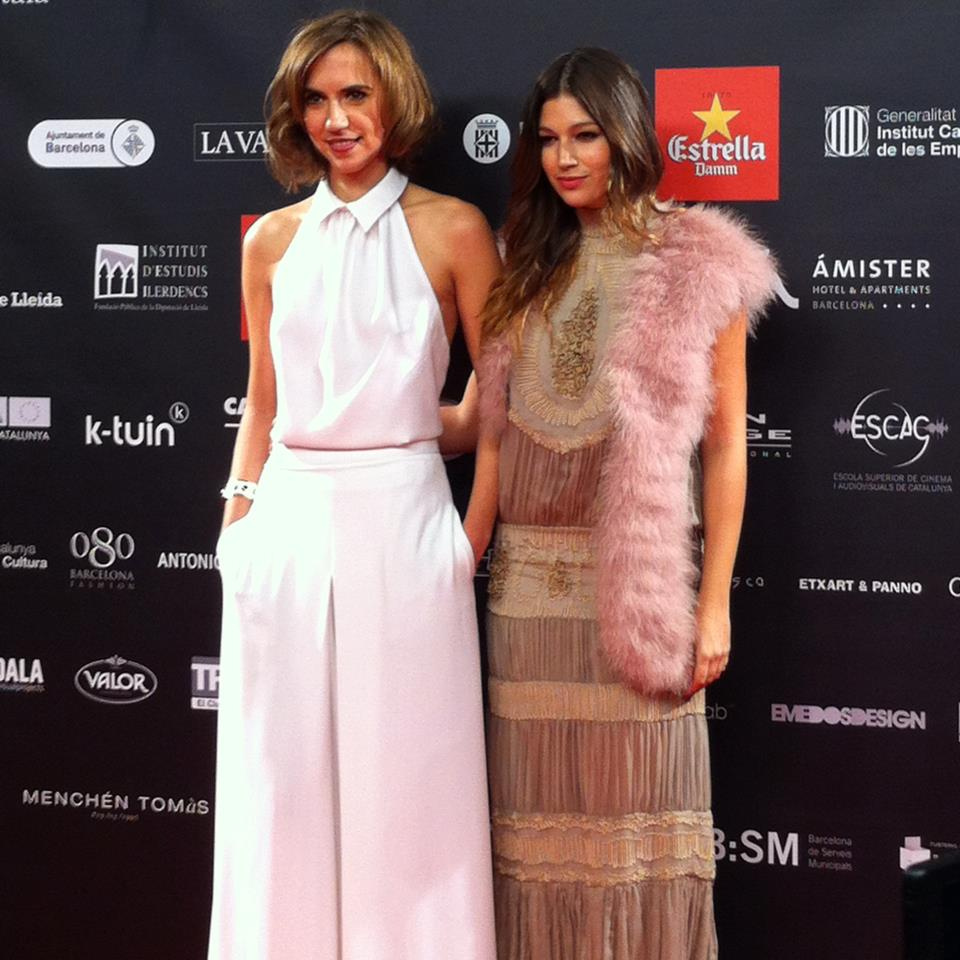
Úrsula Corberó i Aina Clotet en els V Premis Gaudí

Després de deixar Física o Química, el 2011, Corberó va aconseguir un paper principal a la sèrie dramàtica de Televisió Espanyola 14 de abril. La República. La segona temporada de la sèrie no es va emetre fins al novembre de 2018 per conflictes polítics amb el Partit Popular. Aquell mateix any, va protagonitzar la pel·lícula de terror XP3D al costat del seu company de repartiment a Física o Química i amic Maxi Iglesias. Tot i una important campanya de promoció, la pel·lícula no va convèncer la crítica. El 2012, va rodar la pel·lícula per a televisió Los días de gloria, que també va ser ajornada per conflictes polítics i emesa el juliol de 2013. Després, es va incorporar a la tercera temporada de la sèrie de La 1 Gran Reserva amb paper de Julia Cortazar. Aquell any, va ser dirigida per Joaquim Oristrell al telefilm català Volare. Després, va participar en la pel·lícula de terror Afterparty, que tampoc va convèncer a la crítica i al públic. A finals d'any, va viatjar a Colòmbia per rodar Crimen con vista al Mar amb Carmelo Gómez.
El 2013, va protagonitzar la comèdia ¿Quién mató a Bambi?, al costat dels actors Clara Lago i Quim Gutiérrez. La pel·lícula va ser ben rebuda per la crítica i el públic. Aquell mateix any, va fer la veu a Sam a Pluja de mandonguilles 2.

### 2014–2016:Isabeli comèdies
El 2014, va interpretar Margarida d'Àustria en la reeixida sèrie històrica Isabel. Aquell mateix any, es va convertir en la primera actriu de la història en rebre el Premi Indomable al Festival de Cinema de Sitges, per la seva trajectòria. La revista Men's Health la va nomenar Dona de l'Any, premi que va rebre de la mà de la seva amiga i llegendària actriu mallorquina, Rossy de Palma.
El 2015, Corberó es va desplaçar a Trento per rodar La Dama Velata, una coproducció hispano-italiana protagonitzada per Miriam Leone, Andrea Bosca i Aura Garrido. Aquest mateix any, va interpretar Natalia de Figueroa i Martorell a la comèdia espanyola Anclados al costat de l'actriu Rossy de Palma.
El març de 2015, va protagonitzar el paper de Nadia a Perdiendo el Norte juntament amb els actors Blanca Suárez i Yon González. Aquell mateix any, va rebre el Premi Ciutat d'Alacant, un guardó creat pel Festival de Cinema d'Alacant per incentivar als joves talents espanyols. El desembre de 2015, va aconseguir un paper principal en la nova sèrie de suspens escrita pels creadors de Gran Hotel, La embajada. La sèrie va ser presentada a Cannes durant el MIPTV i comprada per la cadena nord-americana UniMás.
El 2015, també va aconseguir el seu primer paper principal en una pel·lícula a Cómo Sobrevivir a una Despedida, ratificant el seu talent com a actriu còmica. La pel·lícula es va presentar al Festival de Cinema de Màlaga en la competició oficial i va ser nominada a Millor Pel·lícula.
El 2016, va reprendre el seu paper de Margarida d'Àustria a la pel·lícula La corona partida. La pel·lícula és una continuació de la sèrie Isabel i Carlos, rey emperador. Aquell mateix any, va repetir l'experiència del doblatge prestant la seva veu a Katie en la pel·lícula infantil Mascotes.

### 2017-present:La Casa de Papeli la irrupció a Hollywood

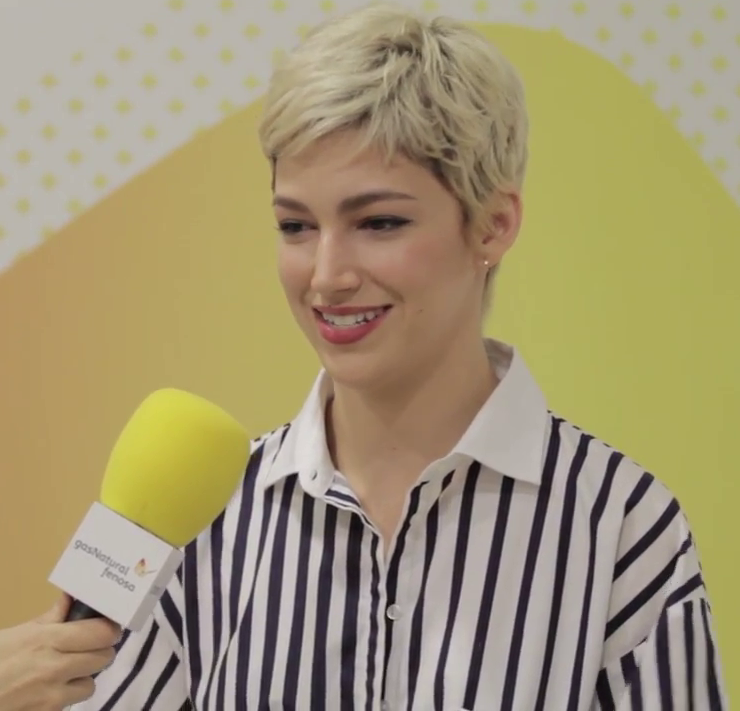
Corberó el 2017

El 2017, Corberó va aconseguir un paper principal en la sèrie de televisió La Casa de Papel. Interpreta a Tòquio, la narradora de la història, una lladre fugitiva que és buscada pel Professor per participar en el seu pla. La sèrie, creada per Àlex Pina, que anteriorment va escriure Vis a Vis, es caracteritza pel seu humor negre, el discurs anticapitalista i la importància de les dones. Es va emetre per primera vegada a Espanya a Antena 3 i posteriorment va estar disponible internacionalment a través de Netflix. Per primera vegada en la seva carrera, Úrsula Corberó és aclamada per la crítica i el públic que veuen en aquesta part un "abans i un després" en la seva carrera, en ruptura amb els seus anteriors papers. Va ser nominada a Millor Actriu de Sèrie de TV als Premis Feroz i va guanyar un Premi Atv a la Millor Actriu. La sèrie va guanyar el premi a la millor sèrie dramàtica a la 46a edició dels Premis Emmy Internacional. Es va convertir en un èxit mundial i és la sèrie de parla no anglesa més vista a la plataforma.
Aquell mateix any, Julio Medem li va donar el seu primer paper dramàtic principal al cinema. L'arbre de la sang és un thriller on Corberó interpreta a la Rebeca, una misteriosa dona que, amb el seu marit, descobreix secrets de la família. L'actriu també va ser dirigida per Isabel Coixet per a la pel·lícula Proyecto Tiempo: La Llave. La pel·lícula es va estrenar al Festival de Sant Sebastià.
El 2018 grava el seu primer paper en anglès en la segona temporada de la sèrie britànica-nord-americana de Crackle Snatch, interpretant un personatge recurrent. Aquest mateix any, protagonitza el drama L'arbre de la sang del director premiat Julio Medem i comparteix repartiment amb actors de la talla d'Álvaro Cervantes, Najwa Nimri i Daniel Grao. La pel·lícula es va estrenar internacionalment el 2019 via Netflix amb el títol The Tree of Blood. Va signar a l'agència nord-americana WME Agency i en l'agència francesa IMG Models. També el 2018 va ser dirigida per Eduardo Casanova al videoclip Cuando Me Miras del raper C. Tangana.41
El 2020, es va confirmar que La casa de papel acabaria amb la cinquena temporada, la qual s'estrenaria en 2021. Aquest mateix any, Úrsula va ser nominada als Premis Platino en la categoria "Millor Actriu en una minisèrie o telesèrie" per la seva interpretació de Tòquio. Protagonitza el videoclip Un día, col·laboració dels cantants Dua Lipa, J Balvin i Bad Bunny. El vídeo va ser dirigit per Chino Darín a Buenos Aires durant el confinament a causa de la pandèmia de COVID-19.
El 2021, va protagonitzar la pel·lícula americana de superherois Snake Eyes, dirigida per Robert Schwentke, amb els actors Samara Weaving i Henry Golding, on va interpretar The Baroness, la principal antagonista.

## Filmografia

### Televisió
Informació actualitzada per un bot. Els canvis manuals es perdran quan s'actualitzi!
| Any       | Títol                           | Direcció | Dades a Wikidata              |
| --------- | ------------------------------- | --- | ----------------------------- |
| 2008–2011 | Física o química                | Ignacio Mercero Javier Quintas Juanma R. Pachón Carlos Navarro Ballesteros Luis Santamaría Alexandra Graf                                           | Modifica les dades a Wikidata |
| 2007–2007 | El internado                    | Jesús Rodrigo Alexandra Graf Miguel Alcantud Marco A. Castillo José Ramón Ayerra Díaz Norberto López Amado Begoña Álvarez Rojas Antonio Díaz Huerta | Modifica les dades a Wikidata |
| 2005–2006 | Ventdelplà                      | | Modifica les dades a Wikidata |
| 2013–2013 | Gran Reserva                    | Carlos Sedes Manuel Gómez Pereira Salvador García Ruiz Antonio Hernández Núñez Sílvia Quer Max Lemcke David Pinillos Eduardo Armiñán Santonja       | Modifica les dades a Wikidata |
| 2014–2014 | Isabel                          | Jordi Frades | Modifica les dades a Wikidata |
| 2007–2007 | Cuenta atrás                    | Keoni Waxman | Modifica les dades a Wikidata |
| 2011–2019 | 14 de abril. La República       | Jordi Frades | Modifica les dades a Wikidata |
| 2014–2014 | Con el culo al aire             | Fabián Figueroa Joaquín Mazón Lacasa Luis Santamaría Manuel Tera César Rodríguez Blanco Álvaro Fernández Armero                                     | Modifica les dades a Wikidata |
| 2017–2017 | ¿Qué fue de Jorge Sanz?         | David Trueba | Modifica les dades a Wikidata |
| 2015–2015 | Anclados                        | Mario Montero Roberto Monge David Molina Encinas Begoña Álvarez Rojas Mar Olid                                                                      | Modifica les dades a Wikidata |
| 2015–2015 | La dama velata                  | Carmine Elia | Modifica les dades a Wikidata |
| 2016–2016 | La embajada                     | Eduardo Chapero-Jackson Carlos Sedes | Modifica les dades a Wikidata |
| 2018–2018 | Snatch                          | | Modifica les dades a Wikidata |
| 2017–2021 | La casa de papel                | Koldo Serra de la Torre | Modifica les dades a Wikidata |
| 2013–2013 | Mario Conde. Los días de gloria | Salvador Calvo | Modifica les dades a Wikidata |
| 2002–2002 | Mirall trencat                  | Orestes Lara | Modifica les dades a Wikidata |
| 2021–2021 | de Tokio a Berlín               | | Modifica les dades a Wikidata |
| 2024–     | Mr. & Mrs. Smith                | Karena Evans Hiro Murai Amy Seimetz Donald Glover                                                                                                   | Modifica les dades a Wikidata |
| 2023–     | El cuerpo en llamas             | Jorge Torregrossa García Laura Mañá i Alvarenga | Modifica les dades a Wikidata |
| 2024–     | The Day of the Jackal           | Brian Kirk Paul Wilmshurst Anu Menon Anthony Philipson                                                                                              | Modifica les dades a Wikidata |

### Cinema
| Llargmetratge - Elsinor Park (2011) - XP3D (2011) - After Party (2013) - Crimen con vista al mar (2013) - ¿Quién mató a Bambi? (2013) - Pluja de mandonguilles 2 (2013) - Perdiendo el norte (2014) - Como Sobrevivir a una despedida? (2015) - La Corona Partida (2016]) - Proyecto Tiempo: La Llave (2017) - El Arbol de la Sangre (2018) - Snake Eyes: El origen (2021) | Curtmetratges - Crónica de una voluntad (2007) - Slides (2011) |

### Teatre
- Perversiones sexuales en Chicago 	(2012)

### Publicitat
- Chica Tampax estiu 2011 (2011)
- Alpe Calzados (Tardor-Hivern 2012,Primavera-Estiu 2013)

### Música
- El precio de la verdad (Cinco de Enero) (2008)
- Heartbreaker (Auryn) (2013)

## Premis i nominacions
| Any  | Premi                                           | Categoria                                              | Títol                                             | Resultat   |
| ---- | ----------------------------------------------- | ------------------------------------------------------ | ------------------------------------------------- | ---------- |
| 2009 | La Denominación de Origen de la Mancha          | "Jóvenes de 2009"                                      | Física o Química                                  | Guanyadora |
| 2010 | Top Glamour                                     | Millor actriu revelació de televisió                   | Física o Química                                  | Guanyadora |
| 2011 | Kapital                                         | Millor actriu en una sèrie de televisió                | Física o Química                                  | Guanyadora |
| 2014 | Festival de Sitges                              | Espíritu Indomable                                     | Per la seva trajectòria i personalitat lluitadora | Guanyadora |
| 2014 | Premis Men's Health                             | Dona de l'any                                          | Per la seva trajectòria                           | Guanyadora |
| 2015 | Premi "Ciutat d'Alacant" del Festival d'Alacant | Jove promesa del panorama cinematogràfic               | Per la seva trajectòria                           | Guanyadora |
| 2017 | Premis Feroz                                    | Millor actriu protagonista d'una sèrie                 | La casa de papel                                  | nominada   |
| 2018 | Premis Iris                                     | Millor interpretació femenina                          | La casa de papel                                  | Guanyadora |
| 2020 | Premis Platino                                  | Millor interpretació femenina en minisèrie o telesèrie | La casa de papel                                  | nominada   |